# Jersín
Jersín település Csehországban, a Jihlavai járásban. Jersín Meziříčko, Arnolec, Nadějov és Černá településekkel határos. Lakosainak száma 184 fő (2024. január 1.).

## Népesség
A település lakosságának változását az alábbi diagram mutatja:
| Lakosok száma | 320  | 348  | 323  | 288  | 233  | 197  | 193  | 184  | 188  | 184  |
|               | 1869 | 1890 | 1921 | 1950 | 1980 | 2001 | 2017 | 2019 | 2022 | 2024 |